# Челнобородник лимонный
Челноборо́дник лимо́нный, или За́падно-инди́йское лимо́нное со́рго (лат. Cymbopogon citratus) — травянистое растение; вид рода Цимбопогон семейства Злаки.
Известен в качестве культивируемого растения в Юго-Восточной Азии, в тропических и субтропических зонах Африки и Америки.

## Ботаническое описание
Челнобородник лимонный — многолетнее травянистое растение, образующее плотные дерновины. Корневище короткое белое или светло-фиолетовое. Стебель — высокая соломина.
Листья линейные шириной 3—10 мм, с обеих сторон опушённые, с влагалищем, край листа острый.
Соцветие сложное из колосовидных веточек на верхушке стебля, серо-белое. Каждый колос состоит из многочисленных мелких колосков. Цветки мелкие, невзрачные. Цветёт с марта по апрель.
Плоды — мелкие удлинённые зерновки.

## Химический состав
В растениях содержится эфирное масло, основная часть которого цитраль. Кроме того, найдены лимонен, изопульгенол, цитронеловая и гераниевая кислоты, α-камфонен.

## Значение и применение
Челнобородник лимонный используется в кулинарии и в медицине. В кулинарии используют в качестве пряности для добавления в рыбные и мясные блюда, а также супы и соусы, входит в состав многих индийских пряных смесей. Из высушенных листьев можно заваривать чай, или добавлять их в качестве ароматизатора.
В народной медицине используют клубеньки челнобородника при поносе, метеоризме и в качестве мочегонного средства. Применяют также при кашле, воспалительных заболеваниях дыхательных путей. Эфирное масло используют при насморке и как потогонное. Также используют его для приготовления крема от москитов.